# Mathématiques préhistoriques
Les mathématiques préhistoriques sont par essence mal connues. En effet, l'activité mathématique étant intellectuelle, elle ne laisse que rarement des traces exploitables par l'archéologie. Par exemple, on peut imaginer que l'homme a très tôt su compter sur les doigts ou imaginer des formes géométriques, mais rien ne permet de le prouver. De plus, les rares documents disponibles doivent être interprétés, ce qui est souvent malaisé : tel os marqué de treize traits est-il le signe de la connaissance des nombres premiers, un calendrier lunaire, un comptage d'objets ?
Depuis la fin du XXe siècle cependant, la découverte de très anciens artefacts, l'avènement de l'ethnomathématiques (qui étudie notamment les activités mathématiques ou apparentées chez des peuples ne pratiquant pas l'écriture) ou la pédopsychologie (en étudiant l'apprentissage des mathématiques chez le jeune enfant) ont permis d'éclairer cette période peu connue de l'histoire des mathématiques. Cependant, les résultats obtenus sont à prendre avec précaution et souvent controversés.
De plus, l'élaboration d'une activité mathématique semble fortement liée à l'écriture (les premières traces écrites connues contiennent des nombres) donc sort rapidement de la période préhistorique. 

## L'os d'Ishango
L'exemple le plus frappant de la difficulté d'interpréter des traces archéologiques mathématiques scientifiquement, sans se laisser dépasser par l'imagination, est sans doute l'os d'Ishango.
Il s'agit d'un fragment d'os de 10 cm de long découvert en 1950 dans la région d'Ishango, dans l'actuelle République démocratique du Congo par une équipe de fouilles belge. Cet os très ancien — il a été daté d'environ vingt mille ans avant le présent — porte des entailles régulièrement espacées réparties sur trois colonnes. Il a été exhumé avec d'autres objets d'une culture mésolithique mais est le seul de ce type, ce qui exclut toute comparaison, technique souvent féconde en archéologie. Il est conservé à l'Institut royal des Sciences naturelles de Belgique. Le fait que les entailles soient regroupées et très régulièrement espacées fait immédiatement penser à la représentation de nombres.
De multiples interprétations en ont été faites : pour son inventeur, il prouverait une connaissance des nombres premiers, voire de l'arithmétique ; on y voit des opérations. D'autres l'ont interprété comme un calendrier lunaire ou plus simplement comme un bâton de comptage. On y a vu un signe de numération, c'est-à-dire un prémisse de l'écriture, plus de dix mille ans avant la Mésopotamie. Ces nombreuses et parfois fantaisistes interprétations ont eu un fort impact médiatique, au point que ce petit os  « est devenu l’emblème des Sciences et de la Recherche en Région de Bruxelles-Capitale » pour une opération Ishango destinée à promouvoir la science.
Ainsi, le site ishango.be consacré à l'opération Ishango pose-t-il la question « Et si les mathématiques étaient nées, il y a 20 000 ans sur les rives des Grands Lacs africains ? » puis énumère différentes interprétations avant de conclure : « L'hypothèse est donc fascinante mais elle doit rester avant tout, faute d'autres preuves, sujet de méditation. » Cependant, le fait même que cet objet soit mathématique est sujet à caution.

## En Mésopotamie

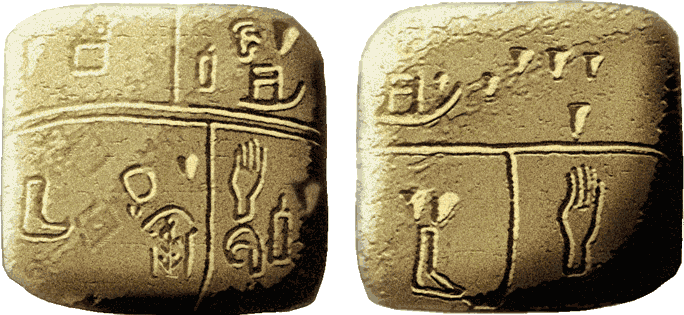
Une des premières traces d'écriture. On peut remarquer les marques de comptage en forme de triangle, notamment en haut à droite.

### Géométrie
Les premières figures impliquant des carrés et des cercles entremêlés sont attestées sur des poteries du VIe millénaire av. J.-C. en Mésopotamie.

### Descalculià l'écriture
Huit mille ans avant Jésus-Christ, l'essor rapide des cités-états mésopotamiennes du Néolithique incitèrent les habitants à utiliser des jetons en argile (ou calculi) de différentes formes pour dénombrer des objets lors de transactions commerciales. Ce système évolua peu à peu pour donner naissance à l'écriture. Les calculi, à l'origine simples formes coniques, devinrent plus complexes, décorés, et insérés dans des enveloppes d'argile séchée. 
Ce procédé était destiné à vérifier la justesse des transactions. Ainsi, si une personne A doit envoyer six chèvres à une personne B, elle confie les six chèvres à un intermédiaire avec une enveloppe contenant six calculi. À l'arrivée, la personne B casse l'enveloppe et peut ainsi vérifier que le nombre de chèvres est le bon.
Comment savoir si le nombre six désigne bien six chèvres et non cinq chèvres et un mouton ? La forme des calculi intervient : chaque type d'objet est lié à une forme de calculus. Ainsi, si l'expéditeur envoie cinq chèvres et un mouton, l'enveloppe devra contenir cinq calculi de type « chèvre » et un calculus de type « mouton ».
Mais ce système n'est pas encore parfait : comment être sûr que l'enveloppe a bien été scellée par A ? Les enveloppes sont cachetées avec des sceaux-cylindres qui identifient l'expéditeur.
À la fin de IVe millénaire av. J.-C., la forme des calculi est imprimée sur l'enveloppe d'argile encore fraîche : ainsi, il n'est plus nécessaire de briser cette enveloppe pour connaître son message. Puis on se rend compte qu'il n'est plus nécessaire d'envelopper des calculi, puisque leur forme est représentée sur l'enveloppe. On se contente donc d'une tablette sur laquelle est apposée le sceau-cylindre signature et un certain nombre de pictogrammes représentant la quantité et la qualité de marchandise (cinq pictogrammes « chèvres » pour désigner cinq chèvres). L'écriture est probablement née ainsi.
C'est la relative continuité de l'évolution des calculi aux pictogrammes (qui, rappelons-le, sont au début des impressions de calculi) qui a permis aux archéologues de reconstituer de façon relativement assurée la signification de ces premières formes d'argiles simples datées du VIIIe millénaire av. J.-C..

## Ethnomathématiques
L'ethnomathématique est une jeune science qui étudie les activités mathématiques ou pseudo-mathématiques dans divers groupes sociaux, notamment les peuples actuels qui n'utilisent pas l'écriture. Contrairement à ce qu'on pourrait penser de prime abord, elle ne nous éclaire pas directement sur les mathématiques préhistoriques, mais permet plutôt d'infirmer certaines hypothèses.
Par exemple une étude de Pierre Pica sur les amérindiens Mundurucus montre que ce peuple n'opère que difficilement avec de petits nombres entiers, alors que leur capacité à évaluer de grands nombres est égale à celle d'Européens ayant suivi une scolarité. Ainsi, l'a priori suivant lequel un peuple découvrirait les nombres par ordre croissant est erroné. On ne peut s'appuyer dessus pour étudier les documents archéologiques.